# Триаконтор
Триаконтор (греч. τριακόντορος «тридцативесельник») — древнегреческая одноярусная беспалубная галера, рассчитанная на 30 гребцов.
Наряду с пентеконтором самый распространённый тип греческого боевого корабля, с архаического периода (XII—VIII века до н.э.). В основном использовался в качестве военного транспорта, но применялся и для тарана небольших судов.